# Art africà

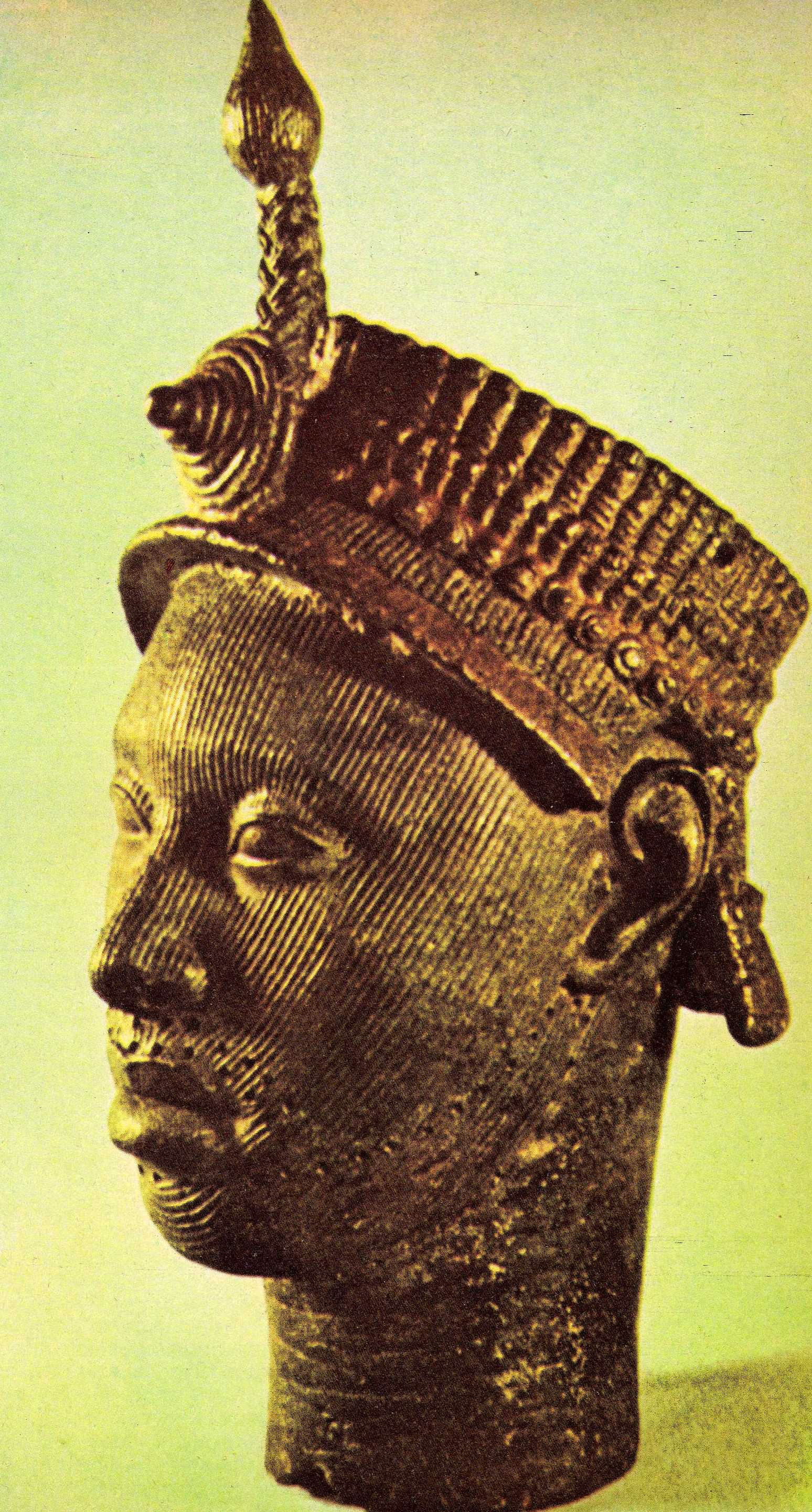
Cap de rei fet en llautó

L'art africà és el conjunt de manifestacions artístiques produïdes pels pobles de l'Àfrica subsahariana al llarg de la història.
El continent africà acull una gran varietat de cultures, caracteritzades cadascuna d'aquestes per un idioma propi, unes tradicions i unes formes artístiques característiques. Encara que la gran extensió del desert del Sàhara actua com a barrera divisòria natural entre el nord d'Àfrica i la resta del continent, hi ha considerables proves que confirmen tot un seguit d'influències entre ambdues zones a través de les rutes comercials que van travessar Àfrica des de temps remots.
Avui, per exemple, apareixen entre les cultures del sud del Sàhara moltes mostres d'art islàmic, així com formes arquitectòniques d'inspiració nord-africana. A més, les investigacions apunten a una influència recíproca entre aquestes zones del sud amb les tradicions artístiques i culturals d'aquelles regions del nord d'Àfrica més tancades al Mediterrani. L'art de l'antic Egipte, un dels més brillants d'Àfrica, té importants connexions artístiques i culturals amb les civilitzacions africanes del sud del Sàhara.
Les arts africanes són fidel reflex de les riques històries, filosofies, religions i societats dels habitants d'aquest vast continent. L'art africà, a més de la seva importància inherent a les gents que el van produir, ha inspirat també alguns dels més importants artistes i moviments de l'art contemporani tant d'Europa com d'Amèrica. Els artistes occidentals del segle xx han admirat la importància que es concedeix a l'abstracció en l'art africà, estimulant amb això la seva falta de preocupació pel naturalisme.

## Diferències en l'art africà
Art dels pobles de l'Àfrica negra: al darrer quart del s. XIX, es desvetllà el seu coneixement, però no fou apreciat fins a principis del s. XX. Aplega una gran diversitat d'estils de significacions, religioses o màgiques i estètiques, sobre els símbols d'autoritat i el culte als morts. L'escultura n'és la manifestació principal i la fusta el material més corrent. Pot ser situat entre els segles de l'edat mitjana europea i el s. XX. Quant a la classificació estilística, cal assenyalar els grans conjunts regionals, situats entorn del gran golf de Guinea. Entre aquestes cultures, cal esmentar la dels bambares, la dels dogons i la dels senufos. A les terres de Ghana, de Benín, de Nigèria i del Camerun, sobresurten la dels aixantis, i la dels baules. Són molt conegudes les obres d'art de Benín, dels ioruba i de nok. A les regions del Camerun, del Gabon i del Congo, són molt representatius els kubes, els lubes, els bamilekés i els kotes. A la regió del Txad, han estat trobades restes dels sahos.

## Literatura africana
Amb els noms de negres, negroafricanes o africanes, hom designa les literatures desenvolupades pels africans de l'àrea subsahariana. Començaren a ser recollides a l'últim terç del s. XIX, i estudiades en una època més recent. Aquestes literatures havien romàs en un estadi oral, la qual cosa impedia de comprovar-ne la riquesa i l'estructura sociològica en què recolzaven. Aquesta literatura tradicional coexistí, a partir dels anys trenta, amb l'anomenada neoafricana, escrita bàsicament en llengües europees i utilitzant les seves formes de cultura. Els seus representants, la divisió dels quals ha estat feta segons les zones lingüisticoculturals dels colonitzadors, prengueren consciència de llur cultura específica. En la zona d'influència cultural francesa, hom hi situa escriptors com L. S. Senghor i A. Sadji al Senegal; J. Kellé-Matiba, Léonora Miano del Camerun. En la zona d'influència anglesa, els sud-africans Peter Abrahams i E. Mphahlele, els nigerians D. C. Osamdebay, H. Ogunde i W. Soyinka; K. Awoomor de Ghana; J. Ngugi de Kenya i O. P'Bitek d'Uganda, etc. I en la zona d'influència portuguesa, els angolesos M. Andrade, L. Vieira i A. Neto; i J. Craveirinha i N. de Souza de Moçambic. En general, els poetes són els qui han obtingut un nivell de creació més alt i als qui ha estat més fàcil d'entroncar amb les formes autòctones.

## Música africana
Música dels pobles de l'Àfrica negra: les nombroses variants pertanyen a la categoria de música de tradició oral. Des del punt de vista estilístic, hom pot subdividir l'Àfrica negra en dues grans àrees musicals, delimitades per una línia paral·lela a l'equador, situada entre aquest i el tròpic de Càncer. A la zona del nord, és conreada la música pròpia de sabana. La regió musical del sud, on és cultivada la música purament negra, pot ser subdividida en quatre regions. La primera coincideix amb la zona de llengües bantu; és caracteritzada per l'emissió totalment natural de la veu, conjunts instrumentals d'una gran riquesa rítmica. La segona subdivisió correspon a la música del golf de Benín, amb una predilecció envers el cant de melodies molt àmplies a una sola veu. La regió de Ghana, en tercer lloc, té una característica polifònica. Finalment, la darrera subdivisió, és formada per una sèrie de nuclis situats al N de l'equador, a la regió muntanyenca del Camerun. La polifonia dels territoris d'aquesta última subdivisió és
gairebé sempre instrumental. L'instrumental africà ofereix una gran varietat de famílies. Els músics africans són veritables virtuosos en el camp rítmic i tímbric, i han exercit una forta influència en la música nord-americana.

## Escultura africana
L'art africà té un èmfasi especial en l'escultura. Encara que els antropòlegs sostenen que les primeres escultures a l'Àfrica són de la cultura Nok de Nigèria, i la daten al voltant de 500 aC, l'art de l'Àfrica faraònica es data molt abans del període Nok. Escultures de metall de la part oriental d'Àfrica occidental, com Benín, es consideren entre les millors que s'han produït.
L'art ocupa un paper essencial en la vida dels pobles africans i les comunitats de tot el continent. Aquests objectes signifiquen molt per a la gent i estan fortament arrelats en les tradicions que els produeixen.
Les escultures són creades com a símbols i reflecteixen les regions on es realitzen. Tret dels materials i tècniques utilitzats, les peces tenen funcions que són molt diferents d'una regió a una altra. A l'Àfrica occidental, les figures han allargat els òrgans, tenen formes angulars i trets facials que representen un ideal més que una persona. Aquestes figures s'utilitzen en rituals religiosos. Cada regió donava un estil únic i un sentit a les seves escultures. El tipus de material i el propòsit per a la creació de l'escultura a Àfrica identifiquen la regió en què les peces han estat creades.